# Hädelseåtalet mot Asia Bibi

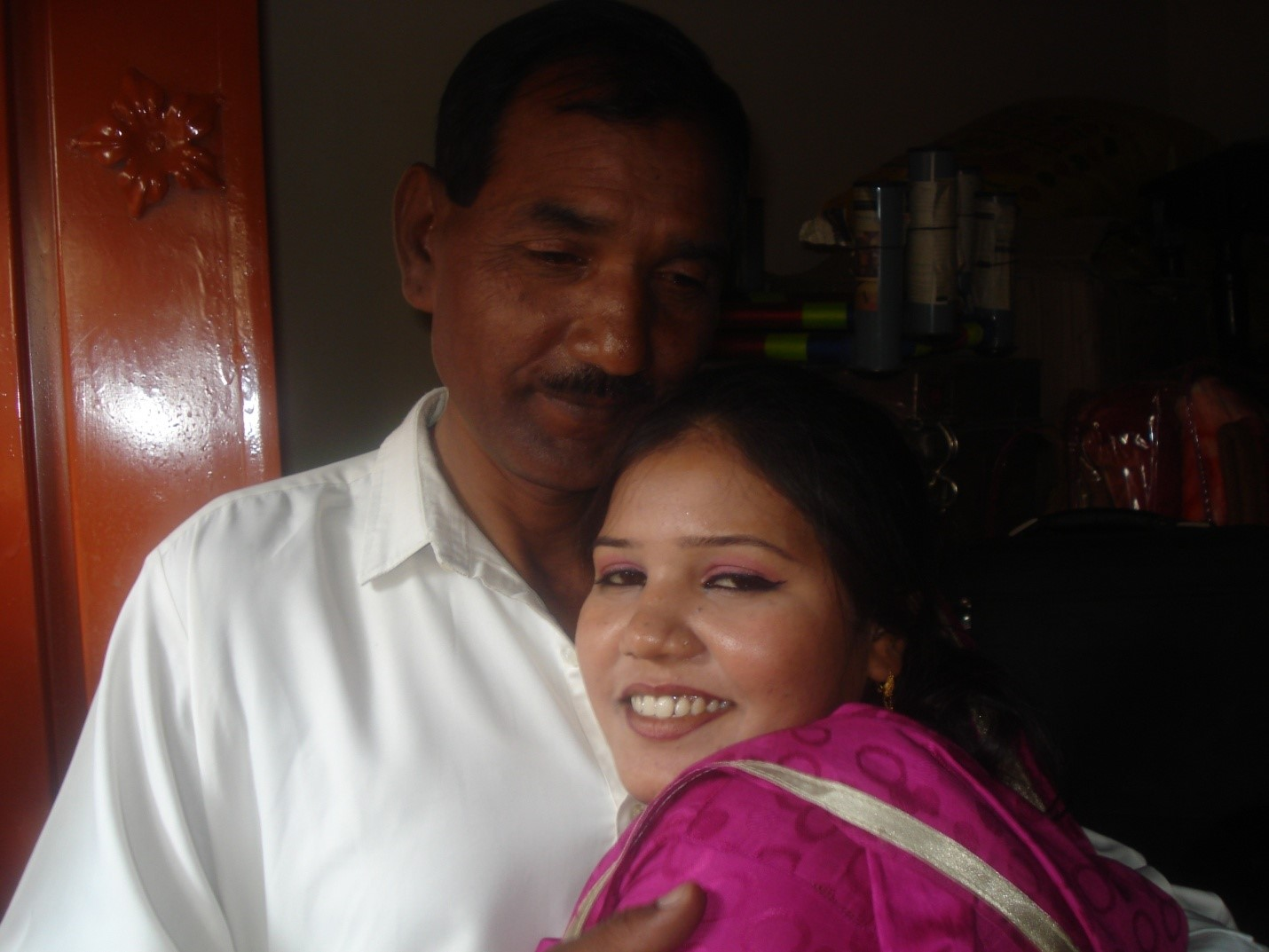
Asia Bibis dotter Sidra med sin far Ashiq Masih i maj 2013

Hädelseåtalet mot Asia Bibi är ett rättsfall där den pakistanska kristna kvinnan Aasiya Noreen (Urdu: آسیہ نورین – Āsiyaah Naurīn) född omkring 1971, mest känd som Asia Bibi, åtalades för hädelse i en pakistansk domstol och 2010 dömdes till döden genom hängning. Hon överklagade domen upp till högsta instans och tillbringade mer än åtta år i fängelse tills hon i oktober 2018 friades av Högsta Domstolen i Islamabad. Den friande domen utlöste hot och våldsamma protester från islamister vilket tvingade Bibi att våren 2019 fly till Kanada som gett henne asyl.

## Bakgrund
Upphovet till rättsfallet är en verbal dispyt i juni 2009 mellan Asia Bibi (Asia Noureen) och några kvinnliga arbetskamrater som arbetade med att skörda falsabär. Bibi gick för att hämta vatten från en brunn och tog en klunk från den metallbägare hon hittat. De andra kvinnorna såg detta och menade att hon som icke-muslim inte borde använda samma dricksbägare som de andra, eftersom de ansåg henne såsom kristen vara oren. Hon uppmanades också att konvertera till islam.
Bibi blev irriterad och säger sig ha sagt: "Jag tror på min religion och på Jesus Kristus, som dog på korset för människans synder. Vad gjorde er profet Muhammed för att rädda mänskligheten?". De muslimska grannkvinnorna anklagade henne för att även ha sagt grövre saker, och hon greps av polis och anklagades för hädelse.

## Rättsprocess
Bibi ställdes inför rätta och dömdes 2010 till döden genom hängning för hädelse. Domen orsakade omfattande internationella protester.
Domen mot Bibi fastställdes av en högre rätt i Lahore den 16 oktober 2014, men överklagades 2015 till högsta domstolen, som avgav sin friande dom den 31 oktober 2018. Domstolen angav som skäl att flera av vittnesmålen var motsägelsefulla vilket gjorde att åklagarens version inte kunde styrkas "bortom rimligt tvivel".
Den friande domen orsakade våldsamma protester från islamistiska grupper, där regeringen lyckades lugna situationen genom att nå en överenskommelse med det islamistiska partiet Tehreek-e-Labbaik att Bibi inte skulle tillåtas att lämna Pakistan förrän domen har granskats, något som skulle kunna ta flera år. Den 29 januari 2019 meddelade högsta domstolen att den tidigare domen stod fast och fastslog därmed frikännandet av Asia Bibi.

### Mordet påSalmaan Taseer
Bibi fick visst lokalt stöd, bland annat från förre guvernören i Punjab, Salmaan Taseer, som öppet försvarade henne 2010. Detta var en tydligt uttalad orsak till att han mördades av sin livvakt Mumtaz Qadri(en) i januari 2011. Qadri dömdes till döden för detta mord och avrättades i mars 2016 vilket orsakade våldsamma protester bland de som motsätter sig uppluckring av Pakistans hädelselagar.

### Mordet påShahbaz Bhatti
Bibis fall fick även stöd från ministern Shahbaz Bhatti som var minister med särskilt ansvar för minoritetsfrågor i Pakistans regering. Även Bhatti mördades, i mars 2011, av personer från den pakistanska talibangrenen Tehrik-i-Taliban Punjab och al-Qaida. Mördarna efterlämnade flygblad av vilka det framgår att motivet till mordet var Bhattis motstånd mot hädelselagarna.

### Efterspel
Den 7 november 2018 frigavs Asia Bibi från sitt fängelse. Den friande domen lovordades av människorättsgrupper och grupper som kämpar för kristna minoriteter som till exempel Open Doors.
Däremot utlöste den friande domen våldsamma protester i större städer ledda av islamistiska partier som Tehreek-e-Labbaik (TLP). För att lugna den upptrissade stämningen ingick Pakistans regering den 2 november en överenskommelse med TLP, där en del av överenskommelsen var att Asia Bibi inte skulle få lämna Pakistan förrän de fått möjlighet att lämna in en petition till högsta domstolen - något som skulle kunna ta lång tid. Överenskommelsen resulterade i anklagelser om att regeringen kapitulerat för extremister.
Den 21 november rapporterades det att islamistiska extremister gått från hus till hus i byar i Punjab-provinsen i jakt på Bibis familj.
I ett försök att återställa den allmänna ordningen greps TLP:s ledare Khadim Hussain Rizvi(en) den 23 november, och ytterligare 300 TLP-anhängare frihetsberövades.
Högsta domstolen har sedan genomfört en översyn av domen och meddelade den 29 januari 2019 att den tidigare frikännande domen står fast. Risken fanns att detta skulle leda till nya protester från islamistiska extremister, men förhållandet att inflytelserika TLP-ledare sedan den 23 november 2018 satt fängslade åtalade för terrorbrott under protestaktionerna mot högsta domstolens dom 31 oktober 2018 kan möjligen ha haft en dämpande inverkan.
Bibi var erbjuden asyl till flera länder, bland annat Nederländerna, men på grund av överenskommelsen med Tehreek-e-Labbaik vistades hon från början av november 2018 till den slutgiltigt friande domen den 29 januari 2019 på okänd ort i Pakistan för att ha ett visst skydd mot de många grupper som uttalat hot mot hennes liv.
Bibis advokat Saiful Mulook har fått tillfälligt uppehållstillstånd i Nederländerna efter att ha utsatts för hot. Även den domare som nu frikänt Bibi, Mian Saqib Nisar(en), anses vara utsatt för hot och kommer förmodligen att tvingas lämna landet, där det alltjämt finns ett betydande folkligt stöd för hädelselagarna.
Bibi hade själv önskat återvända till Punjab, men på grund av den allvarliga hotbilden lämnade hon Pakistan senare under våren 2019 och tog sin tillflykt till Kanada som beviljat henne asyl.